# Белингсхаузен (полярна станция)
Вижте пояснителната страница за други значения на Белинсхаузен.
Станция „Белингсхаузен“ (на руски: станция Беллинсгаузен) е руска (на времето съветска) научна станция, разположена на остров Кинг Джордж, Южни Шетландски острови, Антарктика. Намира се в близост до пристанище Колинс, на координати 62°12' ю.ш., 58°58' з.д. Тя е една от първите станции, основана от Съветската антарктическа експедиция през 1968 година. Тук се намира и църквата „Света Троица“, която е единствената постоянна източноправославна църква в Антарктика.
Станцията „Белингсхаузен“ е свързана с път до Уругвайската станция „Артигас“, до чилийската станция „Президент Едуардо Фрей Монталва“ и до китайската станция „Чанчен“, които се намират в близост до нея.

## Климат
Антарктическият полуостров и островите разположени в този район, имат най-мекото време в Антарктида. Средната температура около станцията през месец август е -6.8 °C, a през февруари – 1.1 °C. Поради мекото време и високите годишни температури, руските „резиденти“ на станцията „Белингсхаузен“ са наименували станцията „курорт“.

## Галерия
- Църквата света Троица
- Вътрешността на църква Троица
- Станцията Белингсхаузен и Чилииската станция Президент Едуардо Фрей Монталва в далечината
- В близост до станцията
- Пристанището на станцията